# 57 Mnemosyne
Mnemosyne (asteroide 57) é um asteroide da cintura principal com um diâmetro de 112,59 quilómetros, a 2,7768265 UA. Possui uma excentricidade de 0,1182737 e um período orbital de 2 041,33 dias (5,59 anos).
Mnemosyne tem uma velocidade orbital média de 16,78360592 km/s e uma inclinação de 15,20008º.
Este asteroide foi descoberto em 22 de Setembro de 1859 por Robert Luther. Seu nome vem da personagem mitológica grega Mnemosine.